# Farsta
Farsta är en stadsdel i Söderort inom Stockholms kommun. Farsta är belägen cirka åtta kilometer söder om Stockholms innerstad, väster om Nynäsvägen.  Stadsdelen gränsar till Hökarängen, Sköndal, Larsboda, Farsta Strand och Fagersjö. Det moderna Farsta började planläggas redan på 1940-talet och byggdes på 1950-talets senare hälft.
Stadsdelen är kuperad, med flera höjder omkring centrum, bland annat kvarteret Fågelö vid Rottnerosbacken (71 meter över havet), Värmlandsvägen (55 meter över havet) samt kring Kristinehamnsgatan och Säfflegatan (53 meter över havet). Själva Farsta centrum ligger på 36 meter över havet.

## Historia

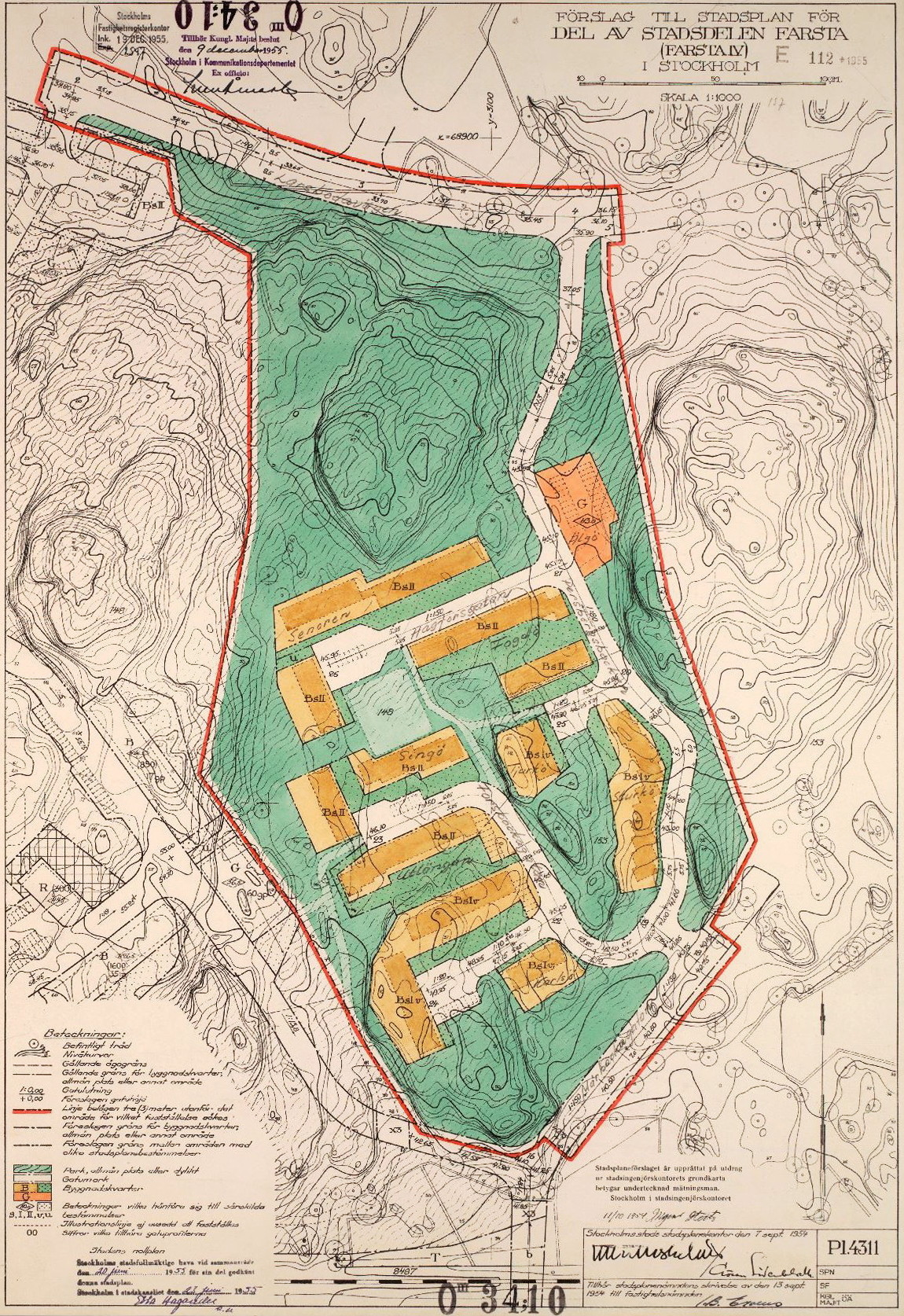
Stadsplan över del av Farsta söder om Larsbodavägen, 1954.

Bland historiska namn märks Farlasta (1384), Farlista (1441), Faresta (1477), Farestom (1484) och Pharesta (1486). Området tillhörde Farsta gård i Brännkyrka socken (inkorporerat i Stockholms stad 1913) som inköptes av staden 1912. Stadsdelen började dock inte bebyggas med flerfamiljshus förrän i slutet av 1950-talet. Innan dess fanns här endast jordbruksmark, och skog, några torp, Hökarängens gård samt Södertörns lilla träskola (som låg där Farsta torg numera ligger). Farsta blev en stadsdel 1932, men omfattade då även nuvarande stadsdelarna Larsboda och Farsta strand, dessa utbröts 1956.

## Dagens Farsta
År 1955 antogs den av Sven Markelius utarbetade generalplanen för Farsta. Planen hade i princip samma karaktär som ABC-staden Vällingby, som då befann sig under uppförande. Även Farsta skulle bli en förort med arbetsplatser, bostäder och centrum inom samma område. Gatorna fick namn efter värmländska orter.
Farsta Centrum invigdes den 23 oktober 1960 och blev snabbt ett av Stockholms ledande köpcentrum. Farsta tunnelbanestation som invigdes den 4 november 1960 ligger på en viadukt över Munkforsplan och Kroppaplan i Farsta centrum. NK (Nordiska Kompaniet) hade en filial här. Etableringen väckte stor uppståndelse både i Sverige och utomlands och Farsta Centrum blev snart ett uppskattat utflyktsmål. Efter ombyggnader är Farsta Centrum numera Stockholms fjärde största köpcentrum. Farsta fick under en tioårsperiod mellan 1964 och 1974 fjärrvärme från kärnreaktorn Ågestaverket i Huddinge kommun.
Inom området för Farsta Centrum invigdes i september 1961 Centrumkyrkan. Kyrkan ritades av arkitekterna Bengt Carlberg och Börje Stigler.
Televerkets förvaltningsbyggnader (numera kontor för Telia Sonera Sverige) uppfördes i flera etapper mellan 1962 och 1972 efter ritningar av Bengt Hidemark och Gösta Danielson. Byggnadsstyrelsen och Telestyrelsen var byggherrar. Byggnaderna i Larsboda (färdiga 1969) belönades med Kasper Salin-priset.
Farsta Hembygdsförening samlar och förmedlar Farstas historia.

## Bilder

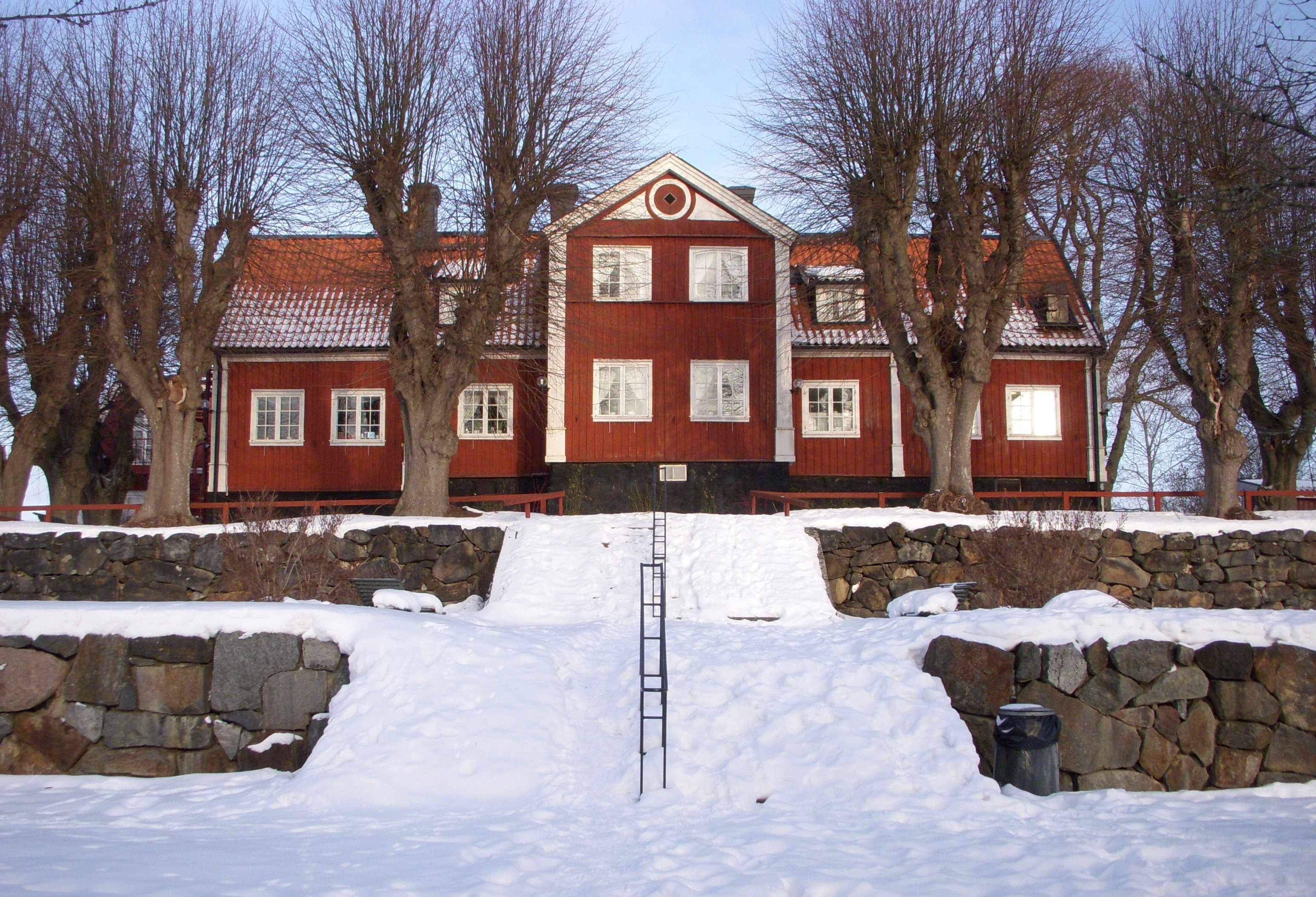
Farsta gård
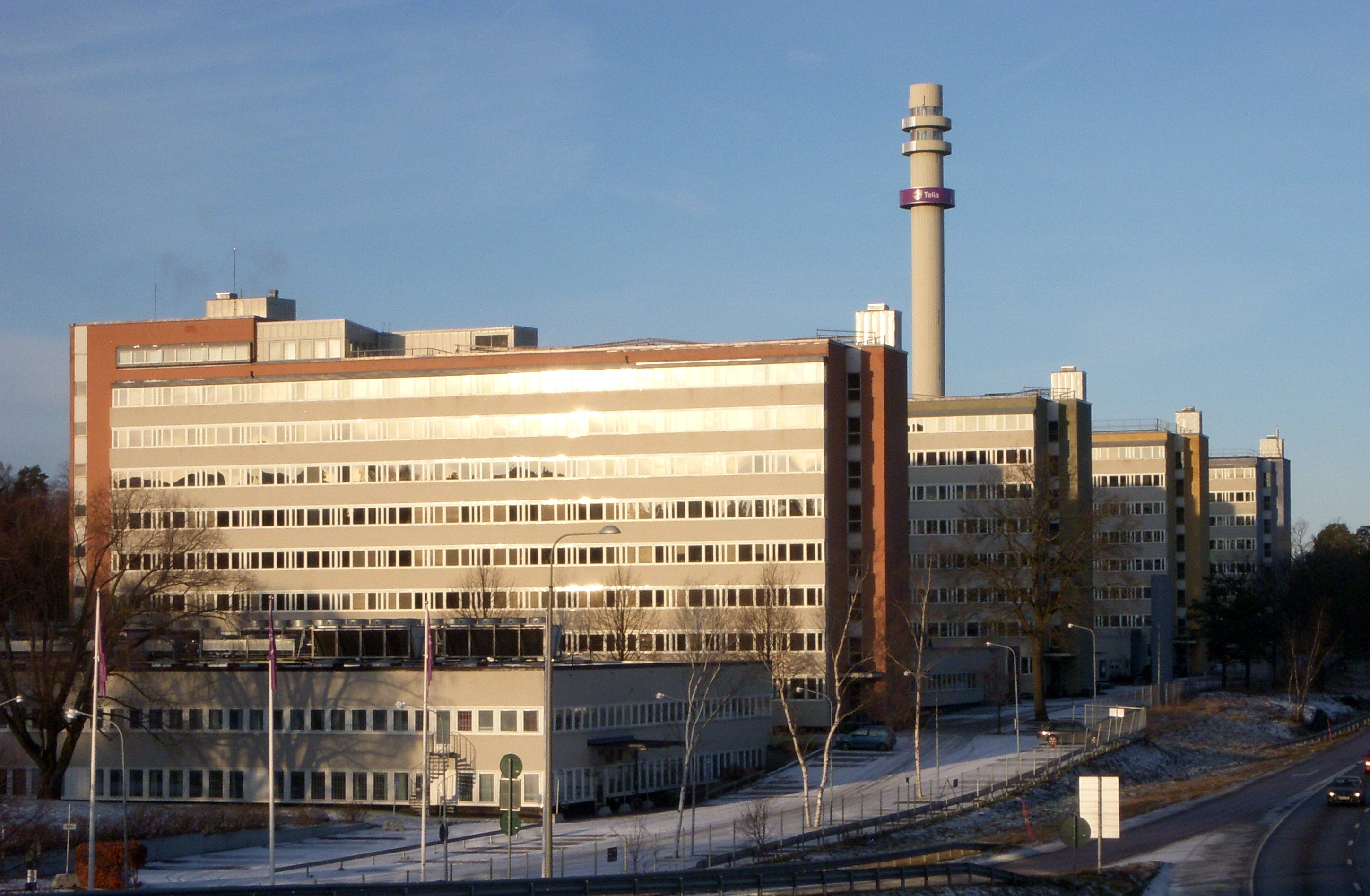
Televerkets förvaltningsbyggnader, Farsta
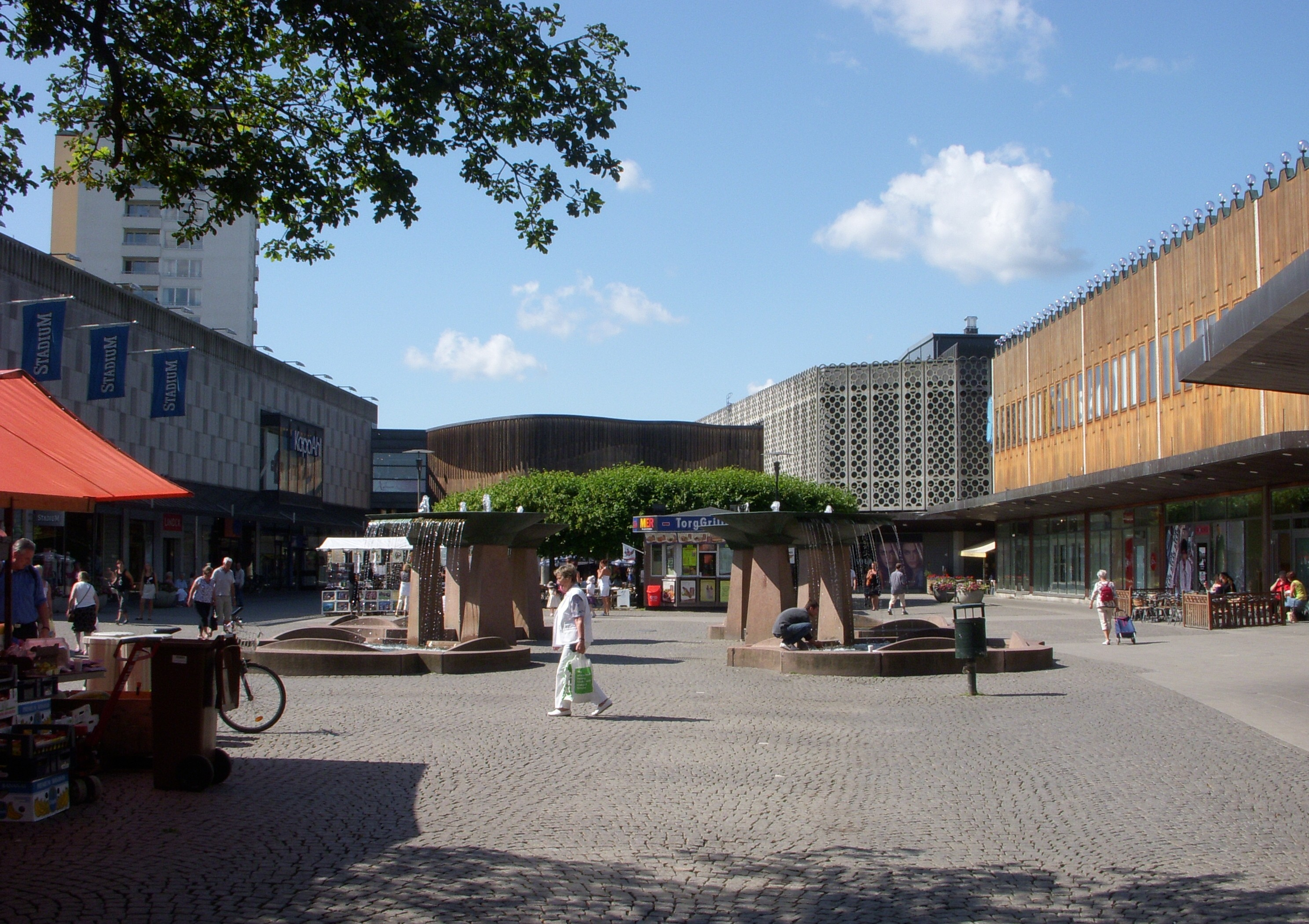
Farsta centrum
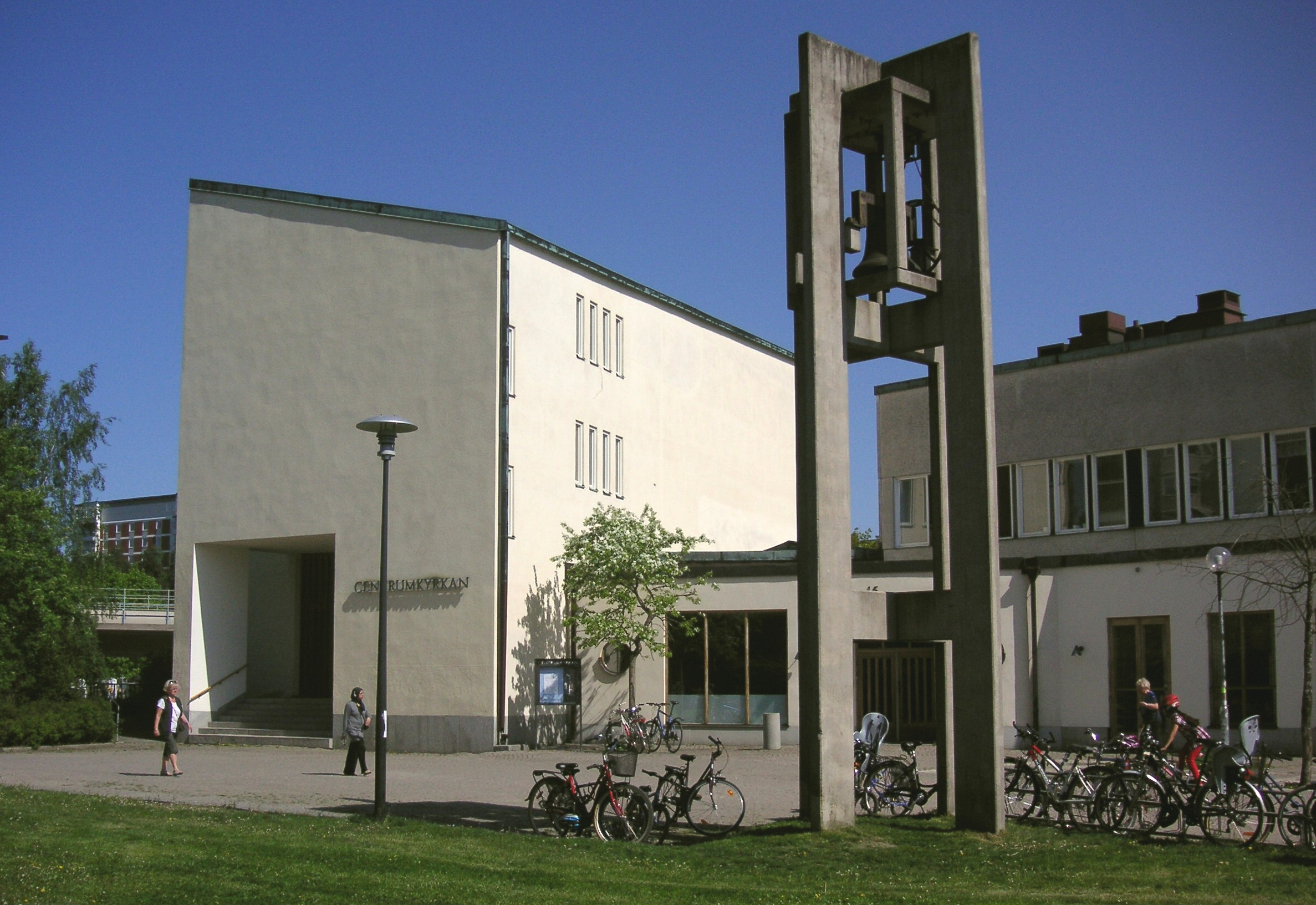
Centrumkyrkan, Farsta

## Demografi
År 2023 hade stadsdelen 15 851 invånare, varav cirka 31,4 procent är utrikes födda respektive cirka 43,2 procent med utländsk bakgrund, i jämförelse med Stockholms kommun som ligger på 34,9 procent (utländsk bakgrund). De tre vanligaste födelsekontinenterna för personer med utländsk bakgrund år 2023 var Asien (38,6 procent) följt av Europa (Norden utom Sverige, EU utom Norden, Europa utom EU) (30,4 procent) samt följt av Afrika (17,7 procent).

## Skola och barnomsorg
Här finns ett antal grundskolor och förskolor. 
- Farsta grundskola
- Farstaängsskolan
- Adolf Fredriks musikklasser
- Friskolan Hästens
- Hästhagsskolan
- Kvickenstorpsskolan
- Västbodaskolan, var en kommunal grundskola. Skolan lades ner efter beslut av Farsta stadsdelsnämnd.